# Skoczka madagaskarska
Skoczka madagaskarska (Heterixalus madagascariensis) – gatunek płaza bezogonowego z rodziny sitówkowatych (Hyperoliidae), występujący endemicznie na Madagaskarze. Dorasta do 4,0 cm długości i cechuje się białym grzbietem oraz czarnym paskiem między nozdrzem a okiem. Rozmnaża się w stałych i okresowych zbiornikach wodnych. Gatunek najmniejszej troski (LC) w związku z m.in. dużymi rozmiarami populacji.

## Wygląd
Samce dorastają do 3,5 cm, a samice do 4,0 cm długości. Grzbiet ma jednakową barwę, zazwyczaj białą (rzadziej żółtą). Pomiędzy nozdrzem a okiem widoczny jest czarny pasek. Brzuch białawy. Uda, brzuszna część kończyn, dłonie oraz stopy są pomarańczowe. 

## Zasięg występowaniai siedlisko
Endemit. Występuje w północno-wschodnich i wschodnich częściach Madagaskaru na wysokościach bezwzględnych do 800 m n.p.m. Spotykany jest m.in. w okolicach miast Antalaha, Fenoarivo Atsinanana, Maroantserta i Toamasina. Zasiedla obrzeża lasów deszczowych, lasy suche, lasy strefy przybrzeżnej, tereny wylesione, a także pola uprawne czy tereny zabudowane.

## Rozród
Do rozrodu dochodzi w stałych i okresowych zbiornikach wodnych przez cały rok.

## Status
Gatunek najmniejszej troski (LC) w związku z szerokim zasięgiem występowania, dużymi zdolnościami adaptacyjnymi oraz dużymi rozmiarami populacji.